# Jean-Marie Benoist
Pour les articles homonymes, voir Benoist.
Jean-Marie Benoist, né le 4 avril 1942 à Paris et mort le 1er août 1990 à Megève en Haute-Savoie, est un philosophe et écrivain français.

## Biographie
Jean-Marie est le fils de Jean Benoist, ingénieur, et de Suzanne Guesde, poétesse, petite-fille du socialiste Jules Guesde. Il était donc aussi apparenté à la famille Schneider, maître des forges.[pertinence contestée]
Après le lycée Malherbe à Caen et des études supérieures en hypokhâgne au lycée Henri-IV et khâgne au lycée Louis-le-Grand à Paris, Jean-Marie Benoist est reçu à l’École normale supérieure (promotion 1963). Agrégé de philosophie (1966), il est professeur au lycée français Charles-de-Gaulle de Londres, où il aura comme élève Claudine Tiercelin.
Il est ensuite maître-assistant auprès de Claude Lévi-Strauss au Collège de France. Il fait partie, avec Bernard-Henri Lévy, Maurice Clavel, André Glucksmann, Jean-Paul Dollé, Gilles Susong, etc., de ceux que l’on a nommés, à partir de la fin des années 1970, les « nouveaux philosophes », appellation générique donnée dans un dossier des Nouvelles littéraires, confié à Bernard-Henri Lévy par le rédacteur en chef du magazine, Jean-Marie Borzeix ; l’appellation a fait florès.
En février 1978, il fait partie des membres fondateurs du Comité des intellectuels pour l'Europe des libertés. La même année, il se porte candidat aux législatives contre Georges Marchais, le dirigeant du Parti communiste français, sans succès. La même année, il fait partie des signataires de l'appel « Un bateau pour le Viêt-nam » paru dans la presse : « Il s'agit d'envoyer un bateau de 8 000 tonnes à la limite des eaux territoriales vietnamiennes pour repêcher ces hommes et leur trouver un pays d'asile. Le plus vite possible. Ce n'est pas un acte politique. C'est un acte humanitaire, une urgence. Pour faire partir un bateau pour le Viêt-nam il faut 100 millions d'anciens francs. Donnez pour sauver. »
Il a publié de très nombreux textes dans des revues et journaux et a, pendant quelque temps, été chroniqueur au Quotidien de Paris, dirigé par Philippe Tesson.
Il a été membre du Club de l'horloge, ainsi que de l'association « la Trêve de Dieu ».
Il meurt prématurément le 1er août 1990, des suites d'un cancer.

## Œuvres
- Marx est mort, PUF, 1970
- La Révolution structurale, coll. « Figures », Grasset, 1975 et Denoël-Gonthier, 1980
- Tyrannie du logos, Éditions de Minuit, 1975
- Pavane pour une Europe défunte, Hallier, 1976
- Les Nouveaux Primaires, Hallier, 1978
- Les Outils de la liberté, Robert Laffont, 1978
- Chronique de décomposition du PCF, La Table Ronde, 1979
- La Génération sacrifiée : les dégâts de la réforme de l’enseignement, Denoël, 1980
- Le Devoir d'opposition, Robert Laffont, 1982
- Après Gorbatchev, avec Patrick Wajsman et Jacques Broyelle, La Table Ronde, 1990

## Prix
- Médaille du prix Broquette-Gonin 1981[11]
- Prix Biguet 1980[11]